# Ascodesmis microscopica
Ascodesmis microscopica är en svampart som först beskrevs av P. Crouan & H. Crouan, och fick sitt nu gällande namn av Le Gal 1949. Ascodesmis microscopica ingår i släktet Ascodesmis och familjen Ascodesmidaceae.   Inga underarter finns listade i Catalogue of Life.